# Röd babian
Röd babian (Papio papio) är en flocklevande, markattartad apa som lever i ett litet område i västra Afrika: Guinea, Guinea-Bissau, Senegal, Gambia, södra Mauretanien, västra Mali och norra Sierra Leone.

## Utseende
Arten har rödbrun päls och ett hårlöst, mörkt lila eller svart ansikte omgivet av en liten man (bara hannar). Individer i östra delen av utbredningsområdet är vanligen mörkare rödbruna. Den röda babianen är den minsta av babianerna; den blir 51 till 115 cm lång (huvud och bål), därutöver tillkommer en svans på 45 till 71 cm. Röd babian väger 13 till 26 kg. Nosen är cirka 25 cm lång.

## Ekologi
Den röda babianen är dagaktiv och marklevande, men sover uppe i träd. Antalet träd lämpliga att sova i begränsar både flockens storlek och hur långt de vandrar. Mycket litet är känt om den röda babianens levnadssätt. Som alla babianer är den en allätare, som äter frukt, växtskott, rötter, insekter och små däggdjur. Individer av arten observerades när de besökte grottor för att slicka salt från grottornas väggar.
Röd babian lever i savanner, i olika slags skogar och i stäpper nära vattendrag. Flocken har vanligen 10 till 200 medlemmar och när tillgången till föda är bra, som i Niokolo Koba nationalpark, bildas stora flockar med upp till 500 individer.
Liksom hos andra babianer förekommer flockar med en dominant hanne, några underordnade hannar, flera honor och deras ungar. Det sociala beteendet är inte helt utforskat och vissa variationer kan förekomma. Vanligen parar sig bara alfahannen med honorna men ibland får även andra hannar para sig. Den nakna regionen kring honans anus och könsdelar ändrar färg när hon är parningsberedd. Dräktigheten varar ungefär 185 dagar och sedan föds vanligen en unge. Det är inte känt hur länge mödrar av röd babian diar sina ungar men hos andra babianer är det cirka 420 dagar. Honor blir könsmogna tidigt under femte levnadsåret och hannar vid slutet av femte levnadsåret eller under sjätte året.

## Hot och status
Eftersom dess utbredningsområde är så litet och dessutom minskande så är den röda babianen klassad av IUCN som nära hotad (NT).